# Porte de Clichy (metropolitana di Parigi)
Porte de Clichy è una stazione delle linee 13 e 14 della metropolitana di Parigi.

## La stazione
La stazione è stata inaugurata il 20 gennaio 1912. Era ubicata vicino alle fortificazioni dell'antico boulevard Jean-Jaurès (strada nazionale 310), divenuto poi l'avenue de la Porte de Clichy.
Il 28 gennaio 2021 è stata attivata anche interconnesione con la linea 14.

## Interscambi
- Linea treno regionale RER C
- linea 3 del tram